# Zbigniewice-Kolonia
Zbigniewice-Kolonia – wieś sołecka w Polsce, położona w województwie świętokrzyskim, w powiecie sandomierskim, w gminie Koprzywnica.
W latach 1975–1998 miejscowość administracyjnie należała do województwa tarnobrzeskiego.
W 1998 r. Zbigniewice-Kolonia miały 296 mieszkańców i 72 gospodarstwa o łącznej powierzchni 258,81 ha.
W administracji kościelnej rzymskokatolickiej wieś położona w archidiecezji lubelskiej, w diecezji sandomierskiej, w dekanacie koprzywnickim, w parafii pw. św. Floriana.